# Igor Julião
Igor Julião est un footballeur brésilien né le 23 août 1994 à Leopoldina dans l'État du Minas Gerais. Il évolue au poste d'arrière droit.

## Biographie
Le 4 avril 2014, Igor Julião est prêté pour la saison de MLS au Sporting de Kansas City.
Il participe au Championnat des moins de 20 ans de la CONMEBOL en 2013 avec la sélection brésilienne.

## Palmarès
- Champion du Brésil en 2012 avec Fluminense